# Ponente
Ponente ali zahodnik je na Jadranu nevihtni veter, ki piha iz zahodne (W) smeri.